# (12318) Kästner
(12318) Kästner – planetoida z pasa głównego asteroid okrążająca Słońce w ciągu 5 lat i 75 dni w średniej odległości 3 j.a. Została odkryta 30 kwietnia 1992 roku. Przed nadaniem nazwy planetoida nosiła oznaczenie tymczasowe (12318) 1992 HD7.